# Bartholomeus van Bassen
Pour les articles homonymes, voir Bartholomeus.
Bartholomeus van Bassen (1590, Anvers - 28 novembre 1652, La Haye) est un peintre, illustrateur et architecte néerlandais du siècle d'or néerlandais.

## Biographie
Bartholomeus van Bassen est né en 1590 à Anvers dans les Pays-Bas espagnols.
On connaît peu de choses sur les premières années de sa vie. Il devient membre de la guilde de Saint-Luc de Delft en 1613 en qualité d'« étranger ». En 1622, il déménage et s'installe à La Haye. En 1624, il devient membre de la guilde de Saint-Luc de La Haye. Il en devient doyen en 1627, et directeur en 1636 et 1640. Il est connu pour ses œuvres représentant des ensembles architecturaux, parfois avec le support d'autres peintres tels que Antonie Palamedesz, Esaias van de Velde, et Jan Martszen de Jonge.
En 1638, il devient architecte de la ville de La Haye. Il travaille sur le palais d'été Huis Honselaarsdijk pour le prince d'Orange Frédéric-Henri, sur la restauration de l'hôtel de ville de La Haye, et à partir de 1649, sur la construction de l'église Nieuwe Kerk.
Il travaille également sur des projets architecturaux d'ampleur nationale. Son projet le plus important est sans conteste "Het Koningshuis" (en français : la maison royale), le palais d'été de Frédéric V, l'électeur Palatin. Aux Pays-Bas, il est appelé "Winterkoning" (en français : "roi d'hiver") du fait qu'il est devenu "roi de Bohême" le temps d'un hiver. Son palais d'été se trouve dans la ville de Rhenen, près d'Utrecht, et a été réalisé suivant les plans de Van Bassen en 1629-1631. Ce palais, tout comme Honselaarsdijk, a été utilisé comme hôpital militaire en 1812 et a été démoli par la suite.
L'architecte a également un atelier de peinture. Les peintres Gerard Houckgeest et Jan van der Vucht ont été ses élèves.
Il meurt à La Haye le 28 novembre 1652.

## Œuvres
- Intérieur d'une église gothique avec un mendiant (en collaboration avec Cornelis van Poelenburgh), 1631, huile sur bois, 49,1 x 70,2 cm, Musée de Picardie, Amiens
- Une compagnie dans une intérieur[2], Rijksmuseum,  Amsterdam